# Belegering van Sebastopol (1854-1855)
De Belegering van Sebastopol, hoofdstad van de Krim, was een belangrijke militaire gebeurtenis tijdens de Krimoorlog die duurde van 9 oktober 1854 tot 8 september 1855. De geallieerde legers van Frankrijk, Sardinë, het Ottomaanse Rijk en het Koninkrijk Engeland, samen 50.000 man sterk, landden op 14 september 1854 in Jevpatorija, met de bedoeling een triomfmars te maken naar Sebastopol. Er moesten echter zware veldslagen worden geleverd, bij rivier de Alma (september 1854), om de haven van  Balaklava (oktober 1854), Inkerman (november 1854), Tchernaya (augustus 1855), Redan (september 1855) en ten slotte Malakoff (september 1855).
Tijdens het beleg voerde de geallieerde marine op 17 oktober 1854 zes bombardementen uit op de hoofdstad; en op 9 april, 6 juni, 17 juni, 17 augustus en 5 september 1855. De belegering van Sebastopol is een van de laatste klassieke belegeringen in de geschiedenis. De stad Sebastopol was de thuisbasis van de Zwarte Zeevloot van de tsaar, die de Middellandse Zee bedreigde. Het Russische veldleger trok zich terug voordat de geallieerden het konden omsingelen. De belegering was het hoogtepunt van de strijd om de strategische Russische haven in 1854-1855 en was de laatste episode in de Krimoorlog. Tijdens het Victoriaanse tijdperk werden deze veldslagen herhaaldelijk herdacht. Het beleg van Sebastopol was het onderwerp van de Sebastopol Sketches van de Krim-soldaat Leo Tolstoj en het onderwerp van de eerste Russische speelfilm, Defense of Sebastopol. De Boulevard de Sébastopol, een belangrijke verkeersader in Parijs, werd vernoemd naar de overwinning in de jaren 1850, terwijl de Slag om Balaklava beroemd werd gemaakt door Alfred, Lord Tennysons gedicht "The Charge of the Light Brigade" en Robert Gibbs schilderij The Thin Red Line . Een panorama van het beleg zelf werd geschilderd door Franz Roubaud.

## Geschiedenis
Na de overwinning van de Brits-Franse troepen in de Slag aan de Alma, door velen gezien als de eerste slag in de Krimoorlog, begonnen zij met de belegering van Sebastopol, de thuisbasis van de Russische Zwarte Zeevloot.
De belegering van Sebastopol werd gekenmerkt door catastrofale medische aandoeningen. Hieraan stierven vele soldaten maar ook hogere militairen zoals de Franse commandant Armand de Saint-Arnaud, de Britse bevelhebber FitzRoy Somerset en de commandant van de Franse vloot Armand Joseph Bruat. 
Florence Nightingale vertrok in  oktober 1854 aan het hoofd van een groep van 38 verpleegsters naar het militair hospitaal in Scutari (de oude naam voor een stadsdeel in het Aziatische deel van Istanboel, thans Üsküdar). Daar werden de zieke en gewonde Britse soldaten ondergebracht. Nightingale confronteerde de Britse regering met cijfermatige bewijzen dat de meeste soldaten stierven als gevolg van slechte hygiënische omstandigheden en sterk ontoereikende ziekenzorg.
De strijd om Sebastopol bereikte zijn hoogtepunt en tevens zijn einde, na bijna een jaar van beleg, tijdens de bestorming van het Fort Malachov door Franse soldaten. Nadat dit fort was ingenomen, moesten de Russen op 8 september 1855 de hele stad evacueren waarbij ook de Russische troepen zich terugtrokken.
Op 30 maart 1856 werd de oorlog officieel beëindigd met de Vrede van Parijs